# Dolcezza Extrema
Dolcezza Extrema è un film di fantascienza italiano del 2015, diretto da Alberto Genovese e interpretato da Marco Antonio Andolfi, attore e regista noto per il cult horror trash La croce dalle sette pietre. Il film è realizzato in animazione digitale con protagonisti sock monster (pupazzi di pezza).

## Trama
Il capitano spaziale Pixws e il suo equipaggio, un tempo rockettari e pirati intergalattici, sono adesso piegati alla massima autorità del regno e costretti a consegnare ad ogni angolo dell'universo, stock di docce abbronzanti in onore di Efisio Masciago, il martire tragicamente scomparso. Un'ennesima umiliazione di Re Grigorio che si trasformerà nella più incredibile e pazza avventura della nave cargo spaziale Dolcezza Extrema.

## Riconoscimenti
- Selezione Miglior Film Fantafestival 2015[1]
- Miglior Film categoria Weird & Wrong al Broken Knuckle Film Festival 2015[2]
- Selezione Miglior Film allo Sci-Fi London 2016[3]